# 薩巴頓
薩巴頓是一支來自瑞典法倫市的力量金屬樂團，成立於1999年，2005年推出第一張錄音室專輯，至今共推出八張專輯。樂團人數為五人，發展二十餘年來經歷過多次成員轉變，目前創始成員僅剩主唱Joakim Brodén與低音結他手Pär Sundström二人，其餘成員均為後來加入。
樂團的名稱意為板甲套裝中的鎧甲靴，其作品均取材自軍事史，每一首歌都會有本身代表的事件或戰事或人物。某些專輯會有固定主題，例如2008年的第四張專輯《孫子兵法》（The Art of War）就以孫武的軍事專著《孫子兵法》創作、2012年的第六張專輯《卡爾大帝》就以17世紀的瑞典帝國皇帝卡爾十二世作為主題。雖然成立於1999年
樂團有時候會在一些歷史事件的紀念日裡有特別活動，例如在2016年6月6日，因為當天是二戰諾曼第登陸的72週年紀念，樂團與遊戲鋼鐵雄心IV合作推出音樂包 （页面存档备份，存于）。

## 歷史

### 草創時期：《Primo Victoria》 (1999 - 2005)
樂團Sabaton是由主唱Joakim Brodén於1999年成立於瑞典的法倫市內，當初是有5位年青音樂人組成，包括創辦人Joakim Brodén(主唱、鍵盤手)、Oskar Montelius(吉他手、和音)、Rikard Sundén(結他手、和音)、Pär Sundström(低音結他手、後來2012年開始和音)、Richard Larsson(鼓手)。樂團本名是Aeon,但是因為名字被另一支樂團使用了，所以就叫做Sabaton，因為這名字在英文裡是指保護騎士的鎧甲部分。在瑞典的小型俱樂部舉行了幾場音樂會之後，他們決定推出樣本唱片《Fist for Fight》，他們打算與新加入的鼓手Daniel Mullback一同在一家的獨立意大利品牌Underground Symphony出版《Metalizer》專輯，但是，最後他們沒有成功出版。

## 成員

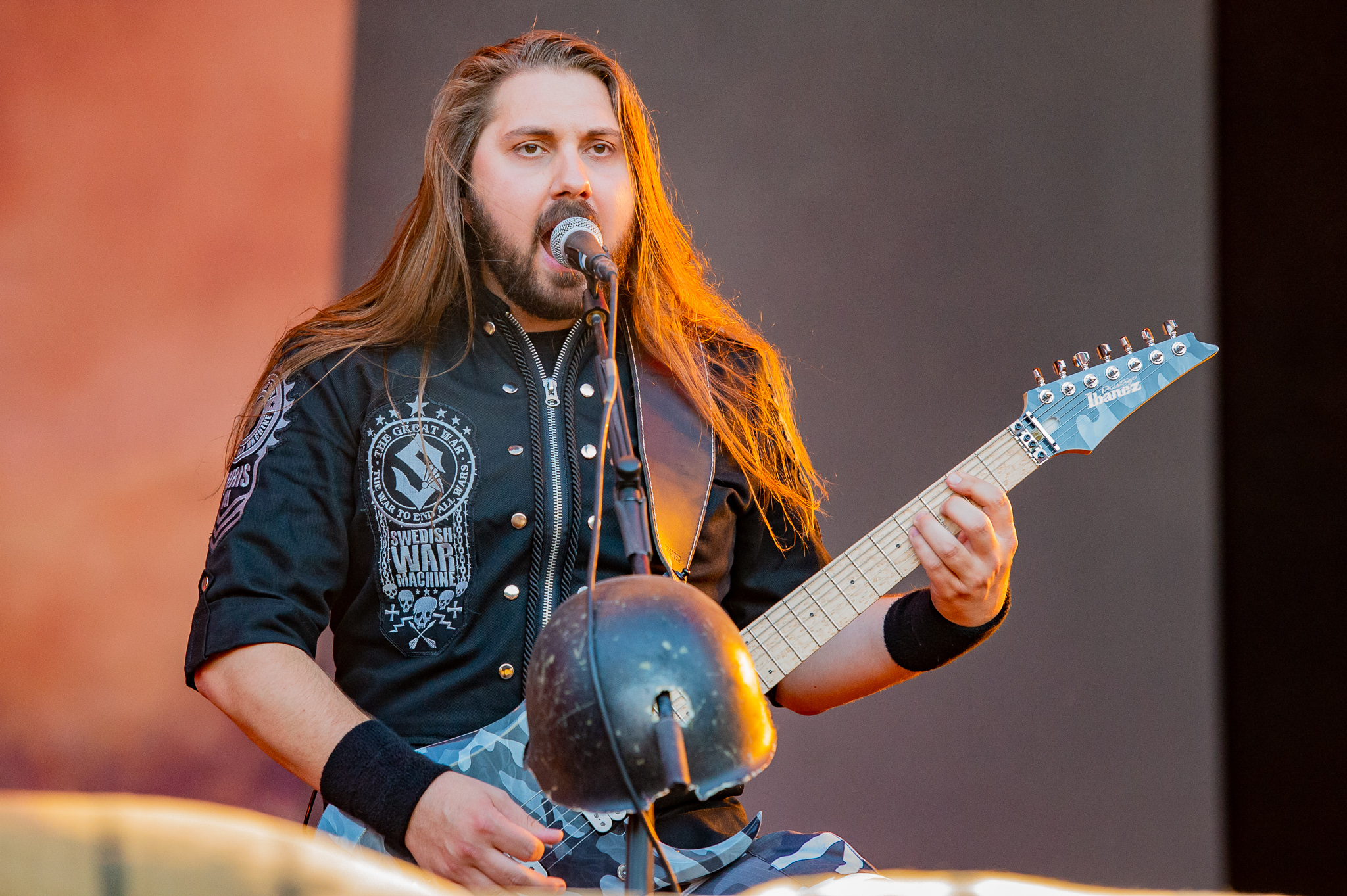
Chris Rörland吉他手

Joakim Brodén （页面存档备份，存于）
Pär Sundström （页面存档备份，存于）
Chris Rörland （页面存档备份，存于）
Hannes van Dahl （页面存档备份，存于）
Tommy Johansson （页面存档备份，存于）

## 專輯
- Primo Victoria (2005)
- Attero Dominatus (2006)
- Metalizer (2007)
- The Art of War (2008)
- Coat of Arms (2010)
- Carolus Rex (2012)
- Heroes (2014)
- The Last Stand (2016)
- The Great War (2019)
- The War to End All Wars (2022)

## 外部連結
- Official Sabaton Website （页面存档备份，存于）
- Sabaton's Record Label （页面存档备份，存于）
- Official Sabaton Facebook Page （页面存档备份，存于）
- Official Sabaton Twitter Page （页面存档备份，存于）
- Official Sabaton YouTube Channel （页面存档备份，存于）
- Interview With Pär Sundström from Sabaton I THE GREAT WAR Special （页面存档备份，存于）

1. ↑  粗體為自創團起長駐至今的核心成員